# Manyas
Manyas ist eine Stadt im gleichnamigen Landkreis der türkischen Provinz Balıkesir und gleichzeitig ein Stadtbezirk der 2012 geschaffenen Büyükşehir belediyesi Balıkesir (Großstadtgemeinde/Metropolprovinz). In Manyas ereignete sich am 6. Oktober 1964 ein Erdbeben mit einer Stärke von 6.9 auf der Mercalliskala. Bei dem Beben wurden 23 Personen getötet und mehrere Tausend Gebäude schwer beschädigt.

## Lage-, Bevölkerungs- und Siedlungssituation
Die Stadt liegt etwa 45 Kilometer nördlich des Provinz-Zentrums Balıkesir. Seit einer Gebietsreform 2012 ist die Kreisstadt flächen- und einwohnermäßig identisch mit dem Landkreis. Laut Stadtlogo wurde der Ort 1936 in den Rang eines Kaza-Zentrums (Kaza: frühere administrative Bezeichnung für Kreis, später İlçe) mit einer Belediye erhoben.
Der Landkreis liegt im Norden der Provinz Balıkesir im Süden des Manyas-Sees, Manyas selbst als Zentrum ist annähernd 10 km vom See entfernt. Die Höhe des Bezirks beträgt etwa im Mittel 55 m. Der nördliche Teil ist Tiefland und macht 30 % der Gesamtfläche aus. Der südliche Teil (70 %) hat bergiges und hügeliges Gelände. Es gibt 19.000 ha Waldfläche. Der Landkreis grenzt im Südosten an Susurluk, im Süden an den zentralen Landkreis Balıkesir, im Südwesten an Balya, im Westen an Gönen und im Norden an Bandırma. Im Norden grenzt der Landkreis an den Manyas-See, auch Kuş Gölü, deutsch „Vogel-See“. Der See wurde 1959 wegen seines Artenreichtums und der Gefährdung durch Industrieabwässer zum Nationalpark Kuş Cenneti Milli Parkı erklärt, was aber die Verschmutzung kaum verhindern konnte, sodass vom einstigen sogenannten Vogelparadies (türkisch Kuş Cenneti) nur wenig erhalten ist. Etwa zwei Kilometer nördlich passiert der Fluss Manyas Çayı (auch Kocaçay, Kocaavşar Deresi, Madras Deresi, oder Kadıköy Deresi) die Stadt und mündet in den See.
Von den 18.599 (2020) in den Statistiken angegebenen gesamten Einwohnern von Manyas entfallen lediglich 6.162 (2020) auf die Kernstadt. Von den für Manyas angegebenen 50 Mahalle (Stadtviertel) liegen nur vier in der Kernstadt: Atatürk, Çarşı, Maltepe und Yeni. Die restlichen sind separate Weiler und Dörfer – also ländliche Siedlungen – im näheren und weiteren Umfeld, oft mit bis zu 16 km Entfernung von der Kernstadt (z. B. Kocagöl).
Der Kreis bestand bis Ende 2012 aus der Kreisstadt (mit 5 Mahalles) und zwei Gemeinden (Belediye): Kızıksa (2 Mahalle) und Salur (3 Mahalle). Weiterhin gehörten zum Kreis 43 Dörfer (Köy), zusammengefasst in drei Bucaks: Darıca (9), Şevketiye (8) und dem zentralen Bucak (Merkez; 26 Dörfer). Diese 43 Dörfer und beiden Belediyes (deren Mahalles wurden zusammengelegt) wurden während der Verwaltungsreform 2013 in Mahalles umgewandelt. Derzeit existieren also 50 Mahalles, deren Größe zwischen 51 und 2.837 (Çarşı) Einwohnern liegt.

## Widersprüchliche Quellen
Versucht man, den Werdegang der kleinen, noch recht jungen Kreisstadt Manyas – speziell die Anfänge des Ortes – zu fixieren, so stößt man nicht nur auf eine dünne, sondern auch auf eine äußerst widersprüchliche Quellensituation hinsichtlich Ortslage und Alter. Dabei stiften bereits Vergleiche von verschiedenen Karten Verwirrung:
- So vermerkt der Codex-Kultur-Atlas[5] einerseits den rezenten Ort Manyas mit den Zusätzen „Maltepe“ und „Pemanios“ als historische bzw. antike Bezeichnungen, gleichzeitig aber auch 10 km südöstlich unterhalb des Keltepe einen Ort „Eskimanyas“ (heute Soğuksu) mit den Beinamen „Pemanios“ und „Poimanenon“. Offensichtlich ist dieser antike Ortsname auf zwei verschiedenen Siedlungen bezogen.
- Die Karte von Kleinasien[6] von 1915 enthält ebenfalls zwei Positionen mit Eintragungen „Manijas“ und „Eski Manijas“, zusätzlich bei letzterem Ort die Ruinen von „Poemanenum“.
- Die amtliche topographische Karte der Türkei von 1950[7] verzeichnet ebenfalls zwei Orte: Das İlçe-Zentrum Manyas mit dem Zusatz „Maltepe“ und ein Dorf Eski Manyas bei einem als „Kale“ (Burg) bezeichneten Bergsporn am Keltepe.

Man muss also zwischen mindestens zwei verschiedenen Orten namens Manyas unterscheiden: Manyas und Eski Manyas (Alt Manyas). Beide werden mit der antiken Siedlung Pemanios bzw. Poimanenon bzw. Poemanenum in Verbindung gebracht, konnten aber zunächst nicht mit Sicherheit konkreten antiken Siedlungen zugeordnet werden. Dass beide Manyas-Orte mit demselben antiken Ort Poemanenus gekoppelt sind, weist auf ein Phänomen hin, das für viele Kleinstädte in der Türkei charakteristisch ist: Verlagerung einer zentralen Siedlung eines bestimmten Gebietes oder zumindest einer ihrer zentralen Funktionen (meist Verwaltung) zugleich mit dem Namen zu einem anderen Ort. Dabei schließt eine jüngere Siedlung an die Tradition eines älteren (hier antiken) Vorläufers in der Nachbarschaft an. Nur einer der beiden kann das umstrittene „Pemanios/Poemanenus“ sein. Der örtliche Zusatz „Maltepe“ spielt dabei ebenfalls eine Rolle.

## Geschichtliche Hintergründe
Was speziell die Entwicklungsgeschichte der Stadt Manyas betrifft, so muss man nach bisherigem Wissen insgesamt vier Ortschaften unterscheiden, die nacheinander jede für sich eine Zeitlang als regionales Zentrum südlich des Manyas-Sees fungierten:
1. Das ruinierte antike Poemanenus auf dem Keltepe (vor 535 n. Chr. Poimánenos);[9] die alte Stadt Poe/manenus wird zweifellos immer mit dem Siedlungsnamen MANYAS in Verbindung gebracht. Aus Erfahrung weiß man für Kleinasien, dass sich viele antike Namen in heutigen Ortsbezeichnungen in irgendeiner Weise durchpausen. Poemanenus (Poimanenos) war eine antike Stadt im Süden von Kyzikos (bei Erdek), und im Südwesten des Sees Aphnitis (Manyas-See), die nur von sehr späten Autoren erwähnt wird. Sie gehörte zum Gebiet von Kyzikos, war gut befestigt und besaß einen berühmten Tempel des Asklepios. Seine Einwohner werden bei Plinius Poemaneni (Poimanenoi) genannt.[10]
2. Die seit langem aufgegebene osmanische Nachfolgestadt auf einem direkt benachbarten Bergsporn des Keltepe, Name vermutlich Manyas. Hamilton[11] identifiziert es dem Namen nach mit „Maniyas“, der beschriebenen Lage-Situation nach aber mit Eski Manyas.
3. Das Muhacirdorf (Tscherkessen) Eski Manyas (1902 Eski Manyas, 1928 Atik Manyas, später Soğuksu (kaltes Wasser) nach den dort vorhandenen Mineralquellen, heute wieder Eskimanyas), 1965 Dorf mit 387 Einwohnern aus dem frühen 19. Jahrhundert am Fuße des Keltepe unterhalb der Ruinen von Poemanenus.[12]
4. Die ehemalige Muhacir-Siedlung des späten 19. Jahrhunderts und heutige moderne Kreisstadt Manyas (Maltepe) südlich unweit des Manyas-Sees in 8 km Entfernung nordwestlich von den drei älteren Siedlungsplätzen.

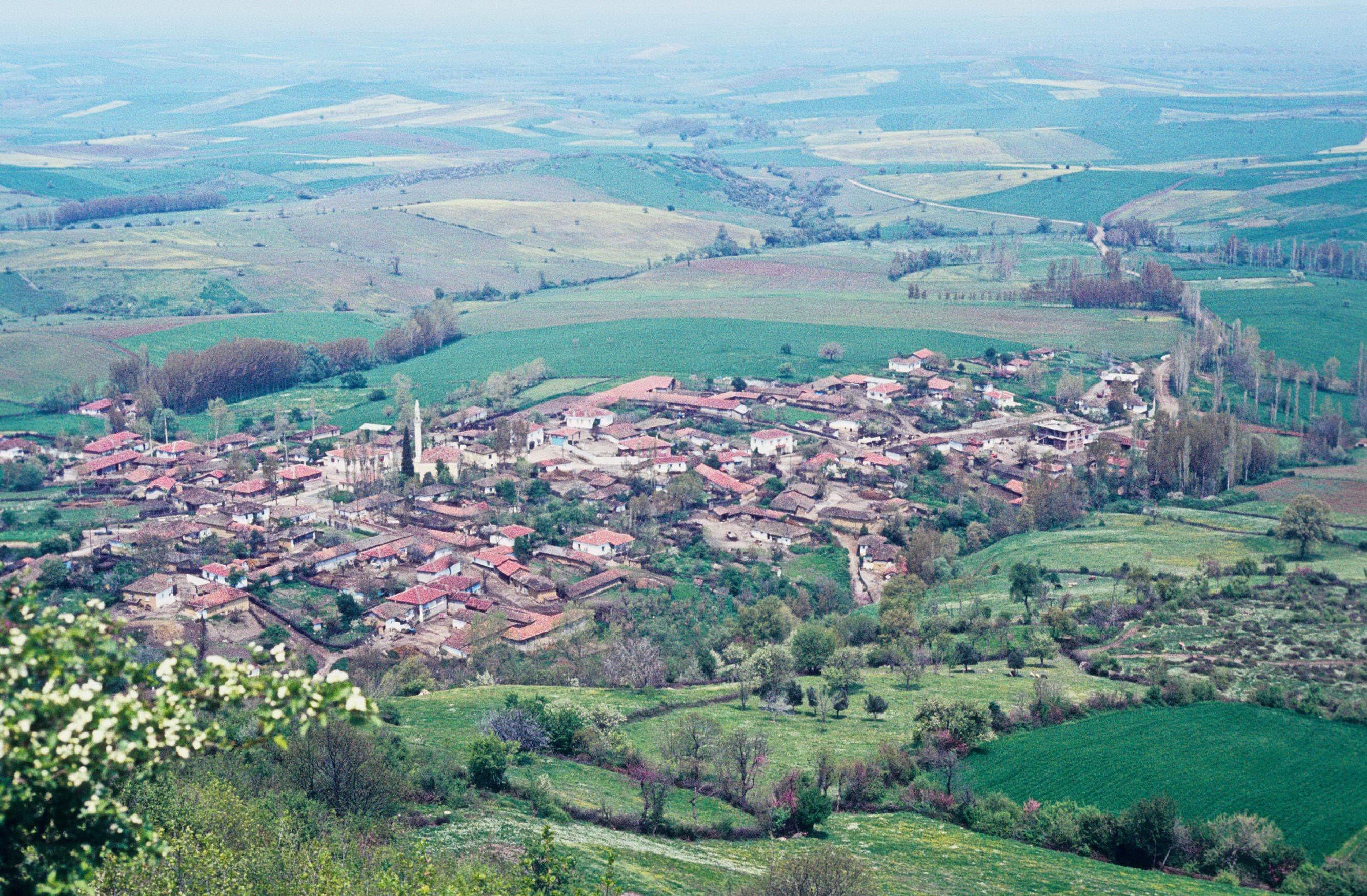
Blick auf das Dorf Eski Manyas (Soğuksu) von der Höhe der Akropolis von Poemanenus 1984

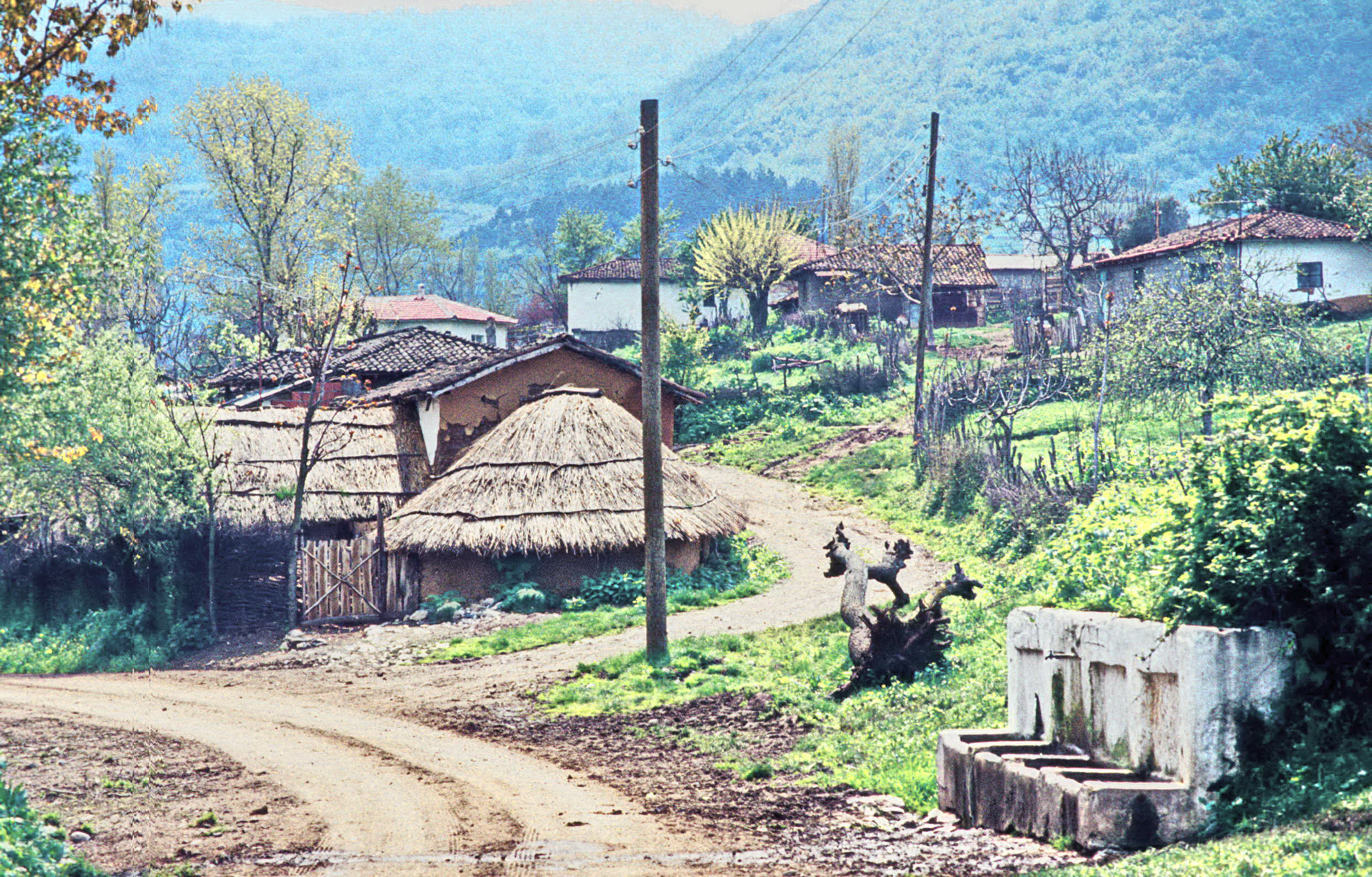
Bisweilen trifft man im Dorf Eski Manyas (Soğuksu) noch auf alte Dorfhäuser.

Jeder dieser vier Orte verkörpert so jeweils eine bestimmte historische Epoche von der Antike bis zur Gegenwart. Jede neue Ortslage, d. h. jede vollzogene Ortsverlagerung bedeutete für die Stadt eine signifikante Zäsur. Etwa 1336/37 ging Manyas (das antike Poemanenus) an das Vilayet Karası. Aus dieser Frühzeit der osmanischen Periode existieren noch Reste einer Türbe und einer Moschee. 1592 wird Manyas als Kaza (Kreis) im Sandschak Karası erwähnt. In der Reisebeschreibung des Evliya Celebi aus dem 17. Jahrhundert wird die Einrichtung eines Jahresmarktes (Panayır) in Manyas beschrieben. Das Avariz-Register (osmanisches Steuer-Register von 1603–04) verweist auf die Entvölkerung einiger Stadtteile von Manyas infolge der Angriffe der „Celali-Banditen“,. Danach schweigt die Überlieferung, um erst im 19. Jahrhundert wiedereinzusetzen:

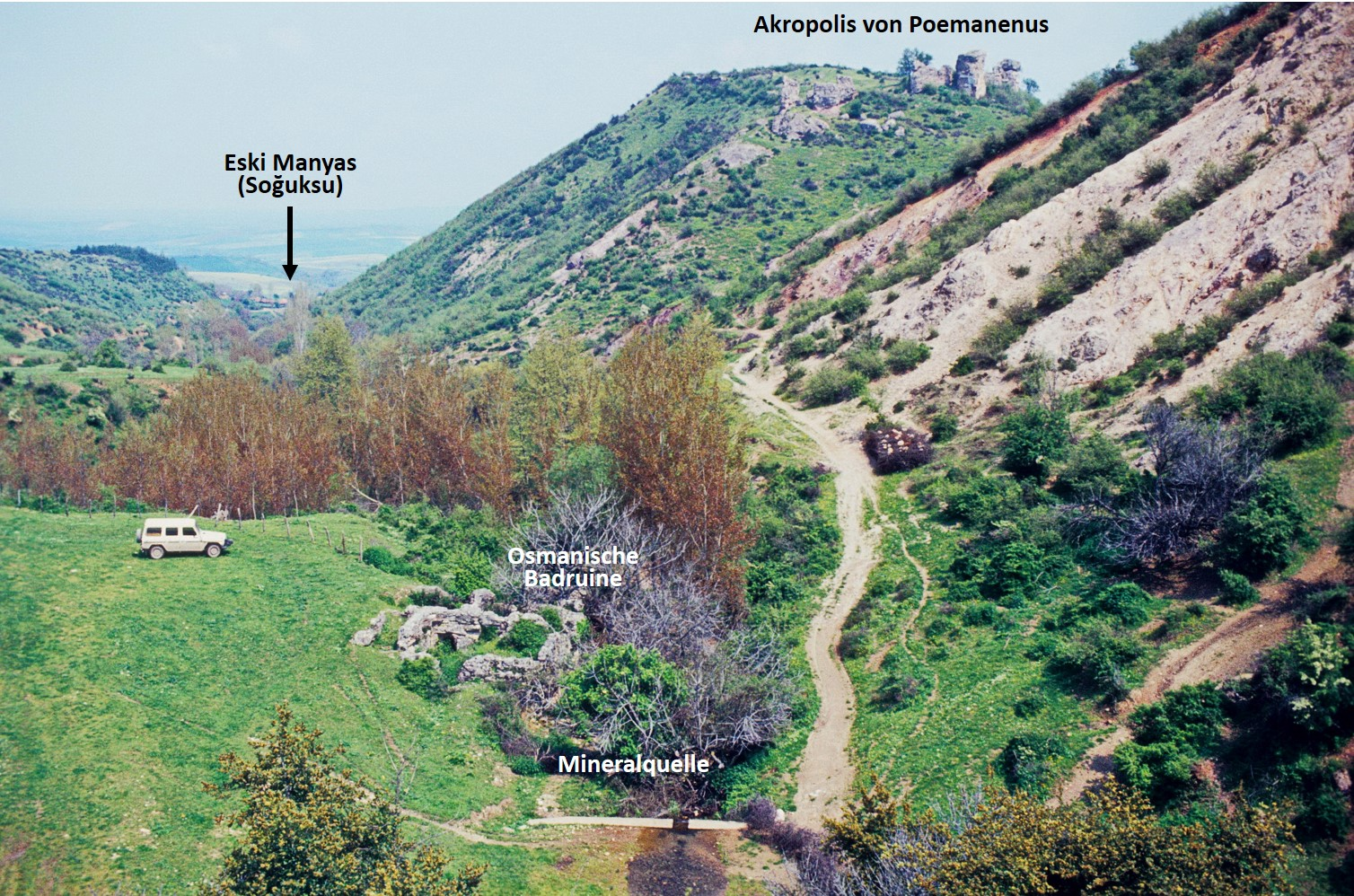
Das Bild zeigt die Lagesituation des rezenten Dorfes Soğuksu (Eski Manyas) zur wüsten antiken Akropolis von Poemanenus und den Ruinen eines osmanischen Badehauses an den Mineralquellen (Soğuksu=Kaltwasser) der osmanischen Nachfolgesiedlung (Eski Manyas).

Hamilton und Wiegand setzten Manyas der Stadt Paemanenus gleich zu einer Zeit, als das heutige Manyas nachweislich noch gar nicht existierte, also mit dem Ort Eski Manyas (was auch der beschriebenen Lage und Situation entspricht). Wiegand erwähnt dabei zwei Moscheeruinen und eine Türbe mit drei Heiligengräbern auf der Höhe südöstlich der Burg Paemanenus und unterhalb ein Tscherkessendörfchen mit einer neuen Moschee – offensichtlich das Dorf Eski Manyas. Philippson beschreibt Eskimanyas 1902 – belegt mit einem Photo – am Ausgang eines Gebirgstales als einen Ort neu angesiedelter Tscherkessen meist aus Reisighütten bestehend. Er verweist zugleich auf den eigentlichen älteren türkischen und inzwischen aufgelassenen Ort Eski Manyas in unmittelbarer Nachbarschaft auf einem Bergsporn und einer kleinen Bergterrasse im Bereich der Ruinen von Poimanenon mit zahlreichen Häusern, zwei altertümlichen Moscheen und einer verfallene Türbe.

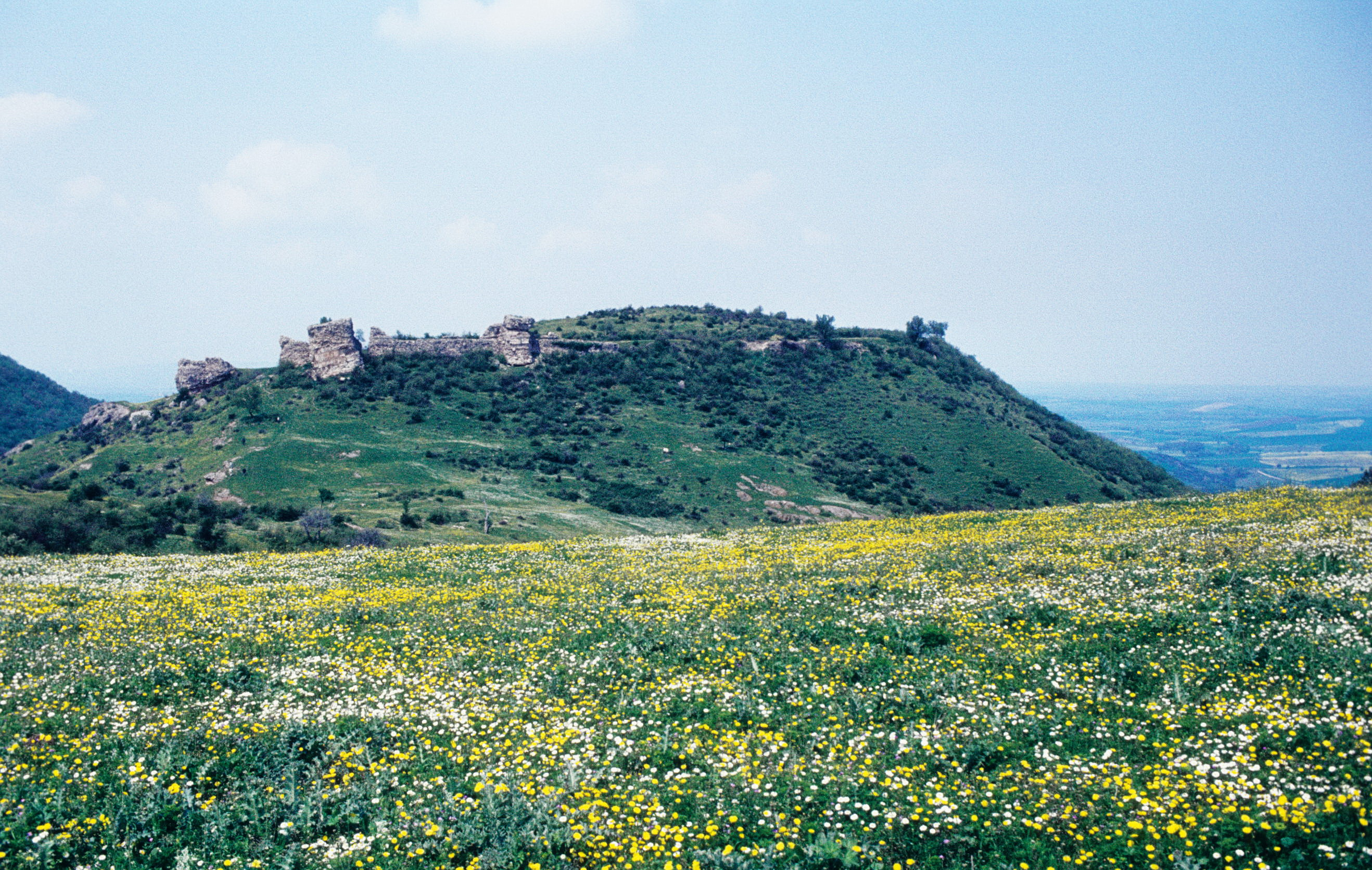
Ein gewaltiger Mauerring umschließt noch heute die Akropolis der antiken Stadt Poemanenus bei Eski Manyas.

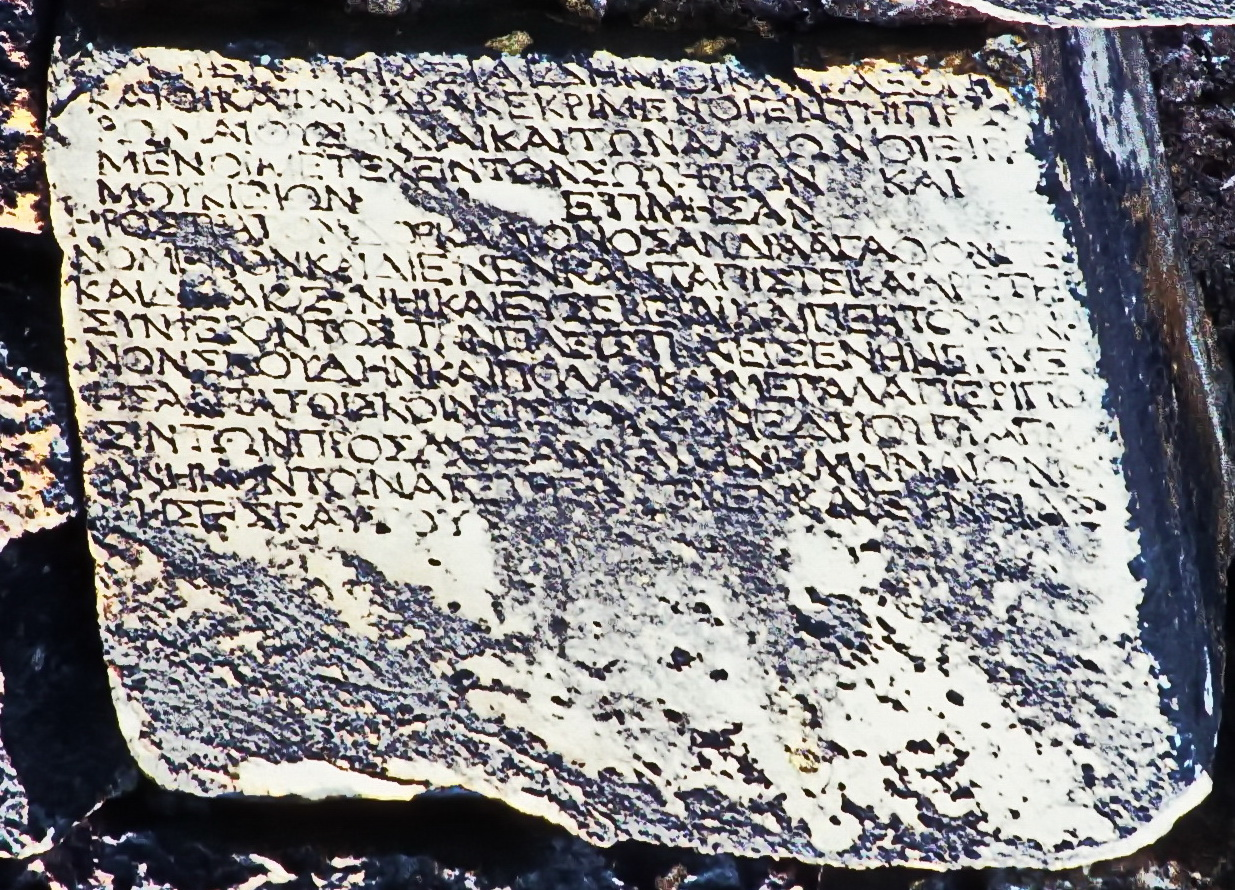
Antike Inschriftenspolie in der Akropolis-Mauer von Poemanenus bei Eski Manyas.

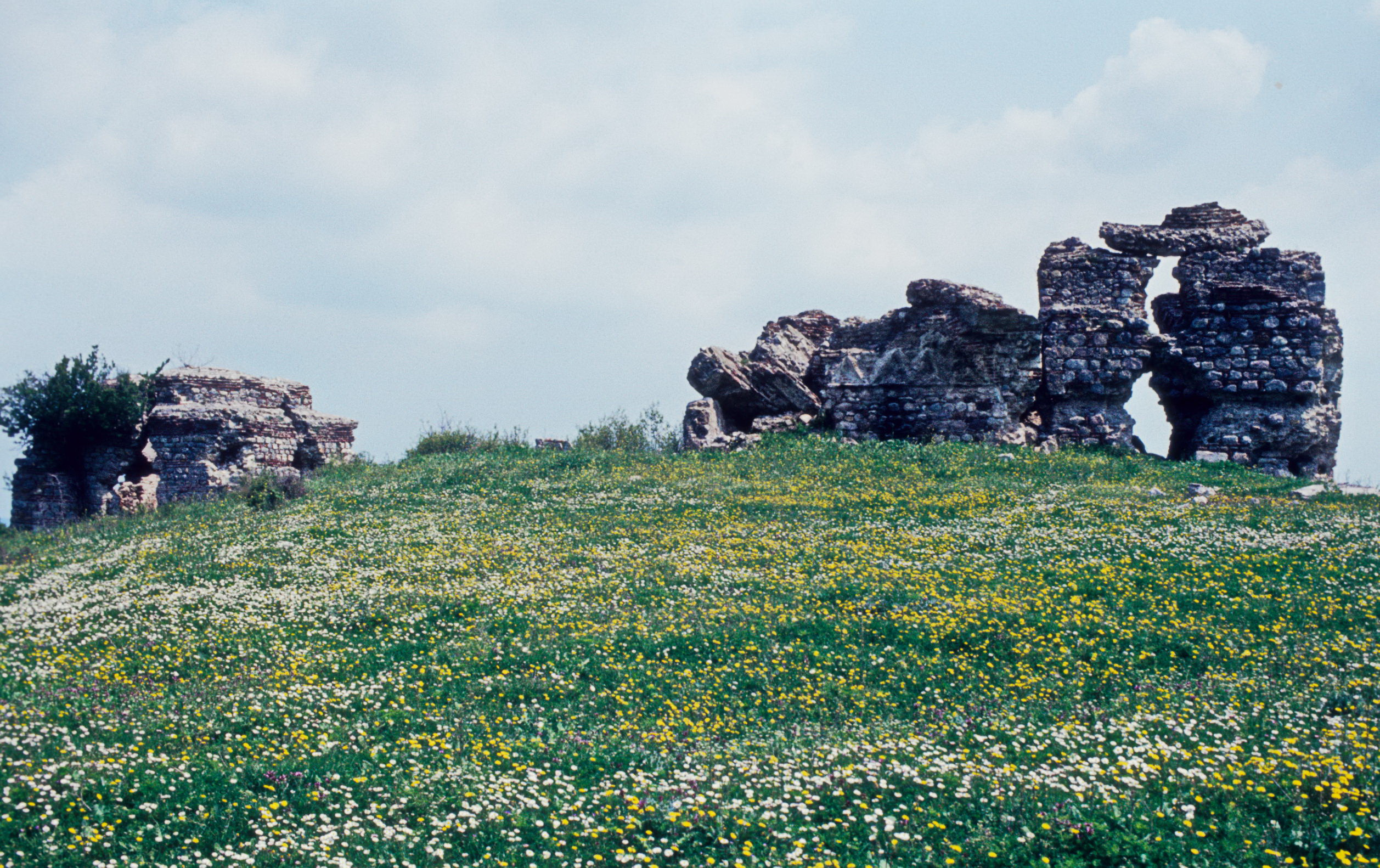
Ruinen von osmanischen Türben (Grabbauten) auf einem Sporn des Keltepe bei Eski Manyas

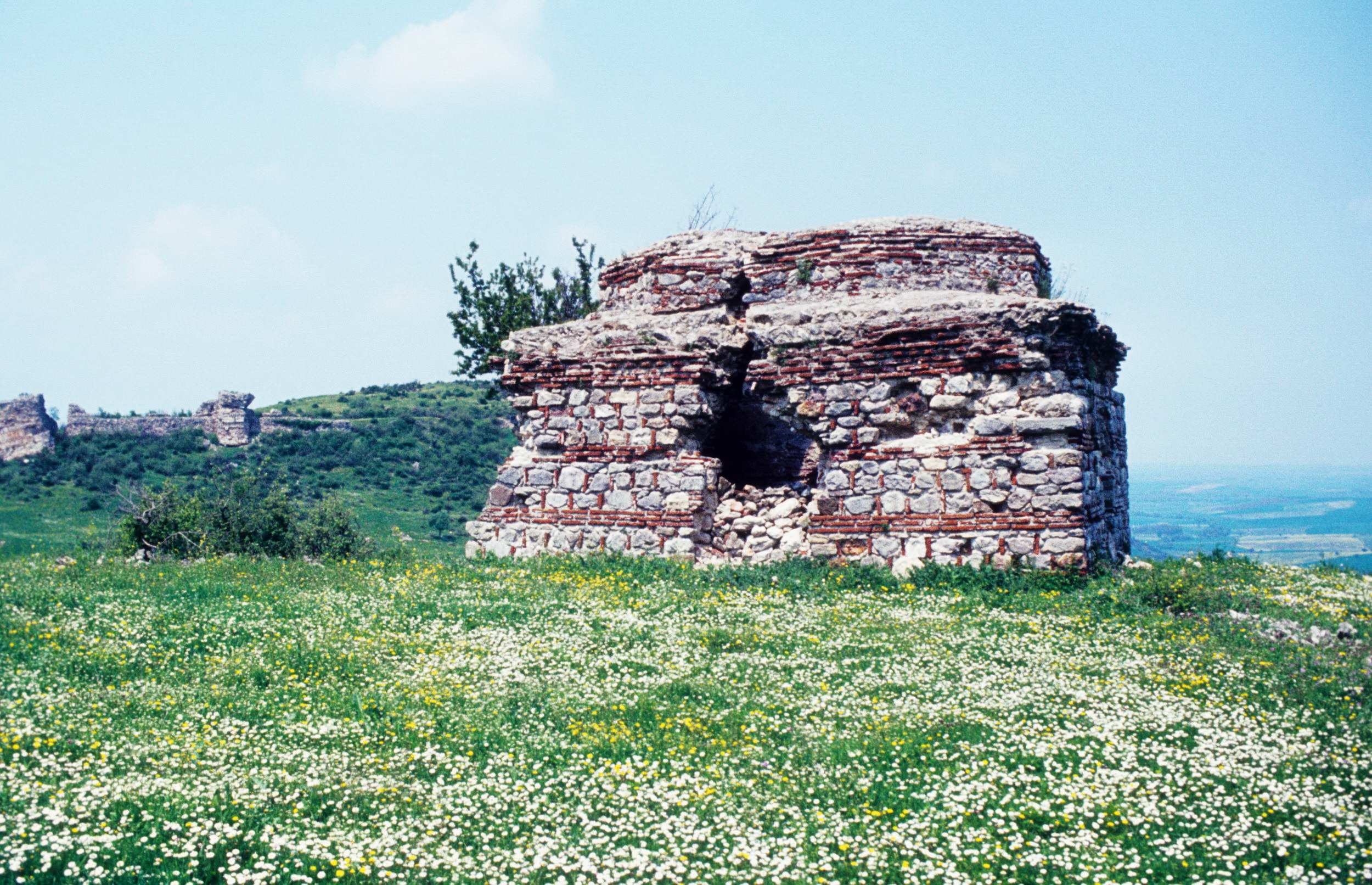
Verfallene Türbe (Grabbau) aus osmanischer Zeit in Poemanenus auf einem Sporn des Keltepe bei Eski Manyas.

Nach Stewig bestand dieser Ort Manyas 1835 noch aus etwa 500 Häusern mit 2500 Einwohnern. Jones erklärt Paemanenus als tribales Zentrum der Poemanenen, das zeitweise als selbständige Kommune, zeitweise als Dorf unter Kyzikos stand. Cuinet hat offenbar 1895 keine Kenntnis von der Existenz einer zweiten Siedlung gleichen Namens in unmittelbarer Nachbarschaft und bezieht alle Informationen und Angaben fälschlicherweise auf nur eine Siedlung: Er beschreibt das Dorf Manyas an der Stelle der alten Bischofsstadt Poemaninus mit Ruinen und byzantinischen Mauerresten auf einem Hügel „Mal-tépé“, was aber eindeutig auf den Ortsteil Maltepe des heutigen Manyas hinweist. Andererseits erwähnt er Mineralquellen in der Nähe von Manyas, die aber bei Eski Manyas liegen. Kıpçak übernimmt noch 1968 Cuinets Angaben mit der Einschränkung, dass Maltepe möglicherweise mit Poemanenus identisch ist. Er erwähnt Reste einer Befestigung bei Soğuksu (Eski Manyas). Dieser alte Ort ist offensichtlich – auch im Bewusstsein der Bevölkerung – eindeutig der Vorläufer von Manyas (Maltepe), dem rezenten Kreiszentrum. Die Stadtverwaltung von Manyas vermerkt dazu sehr richtig, dass man die Geschichte von Manyas in zwei Teilen betrachten sollte: Den Part von „Manyas Kalesi“, ein in der Geschichte als Manyas häufig erwähnter Ort Eski Manyas, und den Teil, der das Bezirkszentrum Manyas betrifft, das viel später gegründet und auch Manyas genannt wurde. Der Platz der Kreisstadt Manyas ist nicht identisch mit der antiken Stadt Poemanenus, sondern mit einer bislang noch nicht identifizierten (möglicherweise) antiken Siedlung.

## Das neue Kreiszentrum Manyas
Kıpçak erwähnt „Miletopolis“ als alten Namen von Manyas. Vergleicht man die Namen „Miletopolis“ und „Maltepe“ miteinander, so deutet sich an, dass „Maltepe“ die sprachlich verstümmelten Relikte von „Miletopolis“ (Mil-e-topo-lis) enthält, einem antiken Ort, der sonst immer mit der benachbarten Kreisstadt Karacabey in Verbindung gebracht wird. Bislang besteht allerdings Unsicherheit, ob Manyas überhaupt an diesem antiken Siedlungsplatz liegt. Bei Notgrabungen 1975 (Autobahnbau) wurde nach türkischen Angaben Miletopolis in der Flur Melde Bayırı bei Mustafakemalpaşa identifiziert. Bei anderen Ausgrabungen in Ergili am Manyas Gölü 12 km nordöstlich von Manyas wurden ostgriechische Keramikstücke aus dem 6. und 7. Jahrhundert und verschiedene architektonische Stücke aus der Zeit der Ionier sowie zwei Mauern aus hellenistischer Zeit gefunden und mit dem Ort Daskyleion identifiziert.

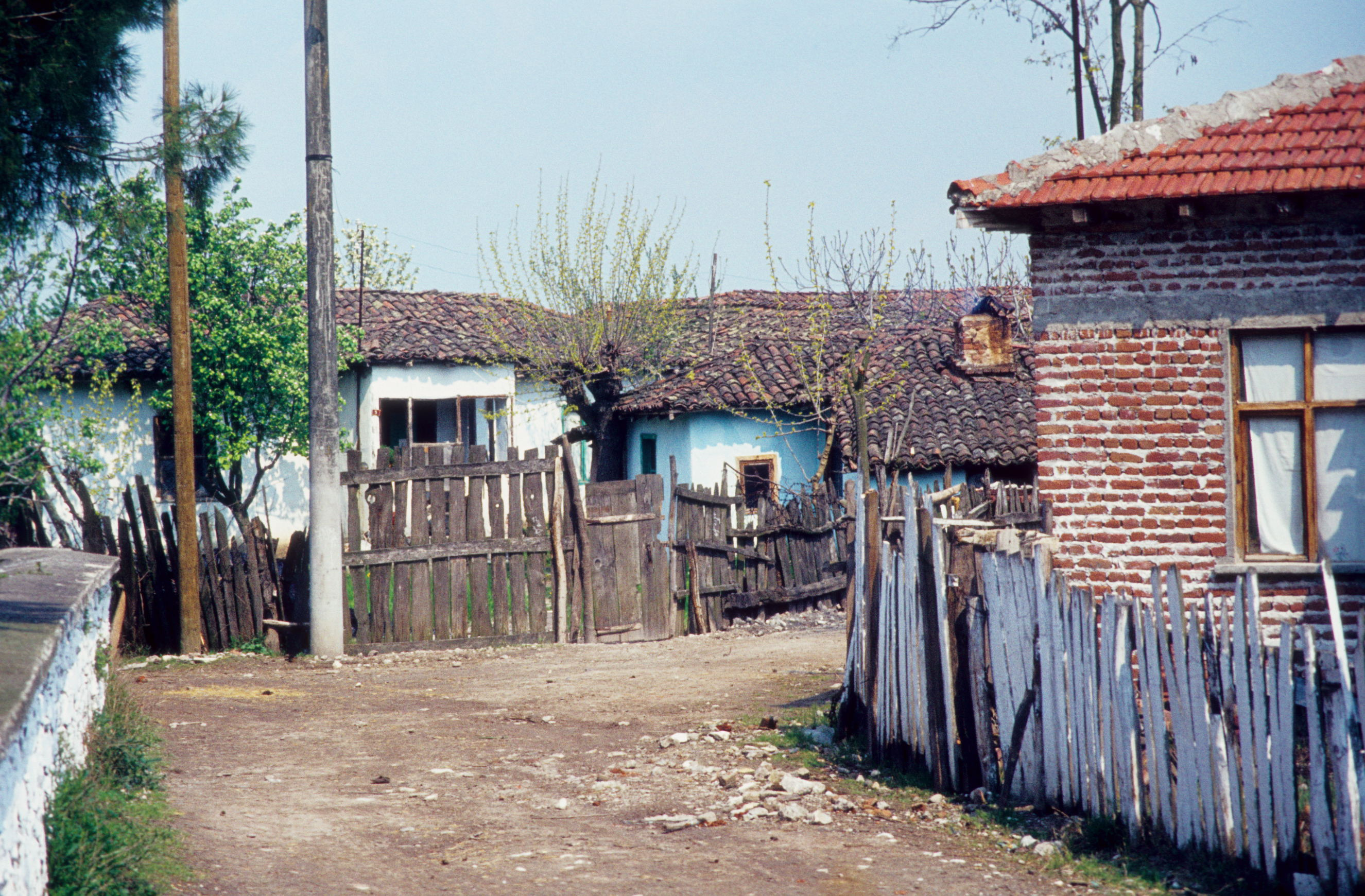
In den 1980er Jahren war das Ortsbild von Manyas an vielen Stellen noch geprägt von typischen Gehöften einst angesiedelter Muhacır.

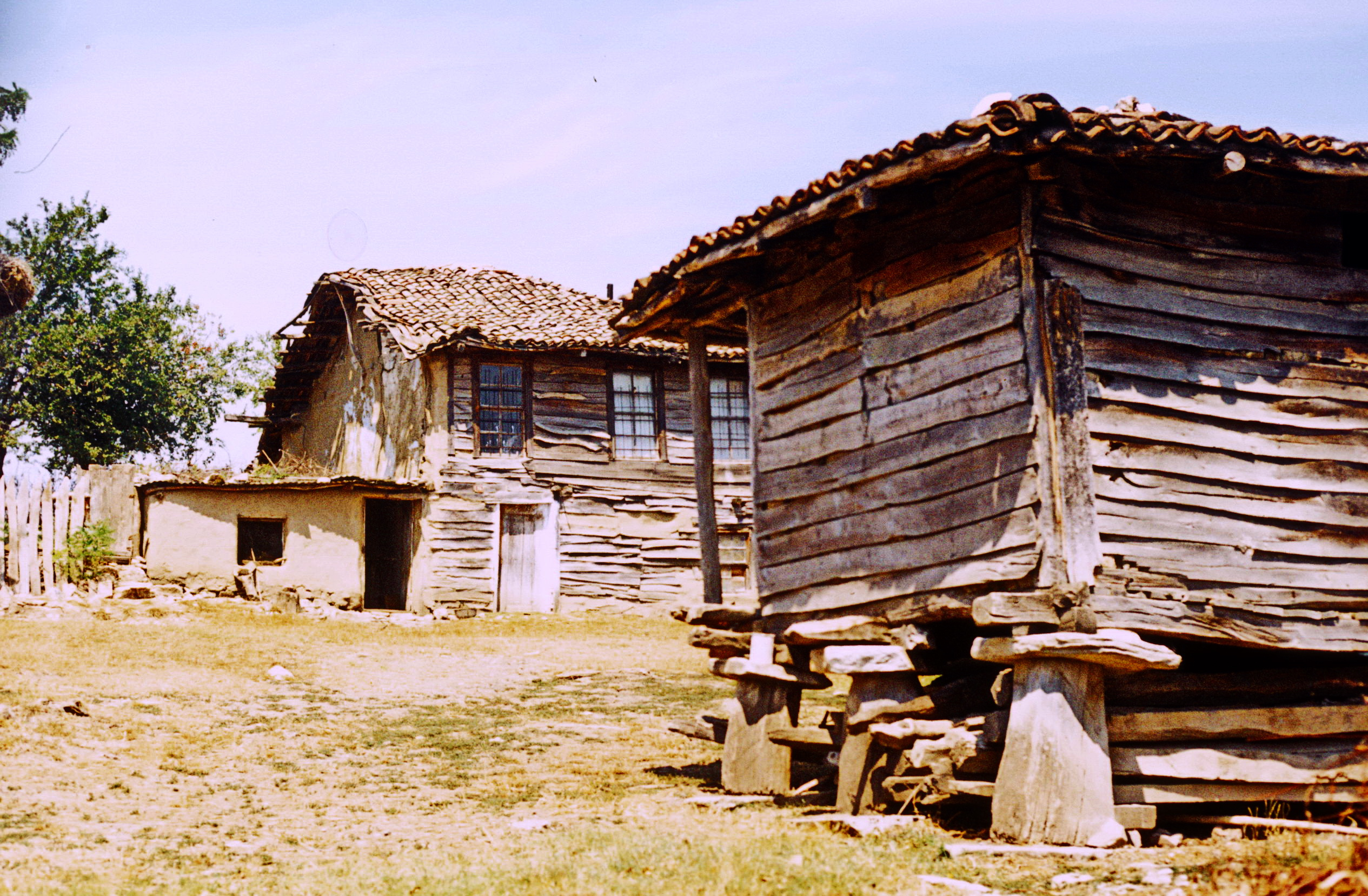
Das Bild zeigt eines der älteren Muhacır-Gehöfte in Manyas in den 1970er Jahren

Nach offiziellen Angaben wurde Manyas auf dem Hügel Maltepe 1936 Kreiszentrum. Vorher soll der Ort Amtsbezirkszentrum gewesen sein. Seine äußere Erscheinung weist aufgrund des schachbrettartigen Straßennetzes eindeutig auf eine geplante jüngere Anlage hin. Abgesehen von Neubauten prägen den Ort einheitlich aussehende Haus- und Gehöfttypen, die in Form regional spezifischer geplanter Siedlungs-Varianten weit verbreitet sind. Ihre Entstehung ist das Resultat einer sukzessiven Eingliederung islamischer Rücksiedler (Muhacır) aus Regionen außerhalb des anatolischen Mutterlandes zurück in die Kerngebiete des schrumpfenden osmanischen Staatsgebietes seit Ende des 18. Jahrhunderts. 1877 wurde infolge des osmanisch-russischen Krieges von 1877 einer Gruppe von 25 tatarischen Rückwanderer-Familien im Süden des Manyas-Sees nordwestlich des Maltepe und etwa 2 km südlich des alten Dorfes Kayaca ihr zukünftiges Siedlungsland zugewiesen. Dieser neue Ort wurde von den Bewohnern der Nachbardörfer als „Kurdukları Köy“ (Fremdendorf) und von der Siedlergemeinschaft selbst als „Tatarköy“ bezeichnet. Er bildete die Keimzelle der heutigen Kreisstadt Manyas. Philippson erwähnt dieses Dorf Tatarköy als Niederlassung von Tataren aus Dobrudscha (Rumänien). Zu dieser etwa 200 Personen starken Muhacirgemeinde gesellten sich 1893 weitere 25 kaukasische Rücksiedlerfamilien. Die Bevölkerung stieg dadurch auf 444 Einwohner. 1894 kamen nochmals Neusiedler als muslimische Rücksiedler aus Rumänien, Bulgarien und Griechenland hinzu, die sich westlich des Maltepe in einem weiteren Muhacir-Viertel „Çerkesköy“ niederließen.
Während sich die Neusiedlungen Tatarköy und Çerkesköy vergrößerten, nahm die Bedeutung des benachbarten älteren Kayaca ab, so dass einige Familien von dort in den neuen Ortsverband umzogen. Kayaca wurde bald darauf in die wachsende junge Siedlung eingemeindet. 1922 betrug die Bevölkerung etwa 1000 Einwohner. 1923 begann man den eigentlichen Maltepe-Hügel als neues und damit drittes Viertel zu bebauen. Die Attraktivität des Ortes zog neben weiteren Muhacir auch bäuerliche Bevölkerung aus dem Umland an. Ende der 1920er Jahre übernahm der neue Ort Namen und auch die Funktion als Amtszentrum des alten Zentrums Eski Manyas. Handwerker, Händler und Beamte siedelten in zunehmendem Maße am Maltepe, und dort entwickelten sich nach und nach das heutige wirtschaftliche Zentrum und ein modernes Viertel „Çarşı Mahalle“. Die erste Volksschule wurde 1928/29 errichtet, und der Ort avancierte konsequent 1936 zur Kreisstadt.

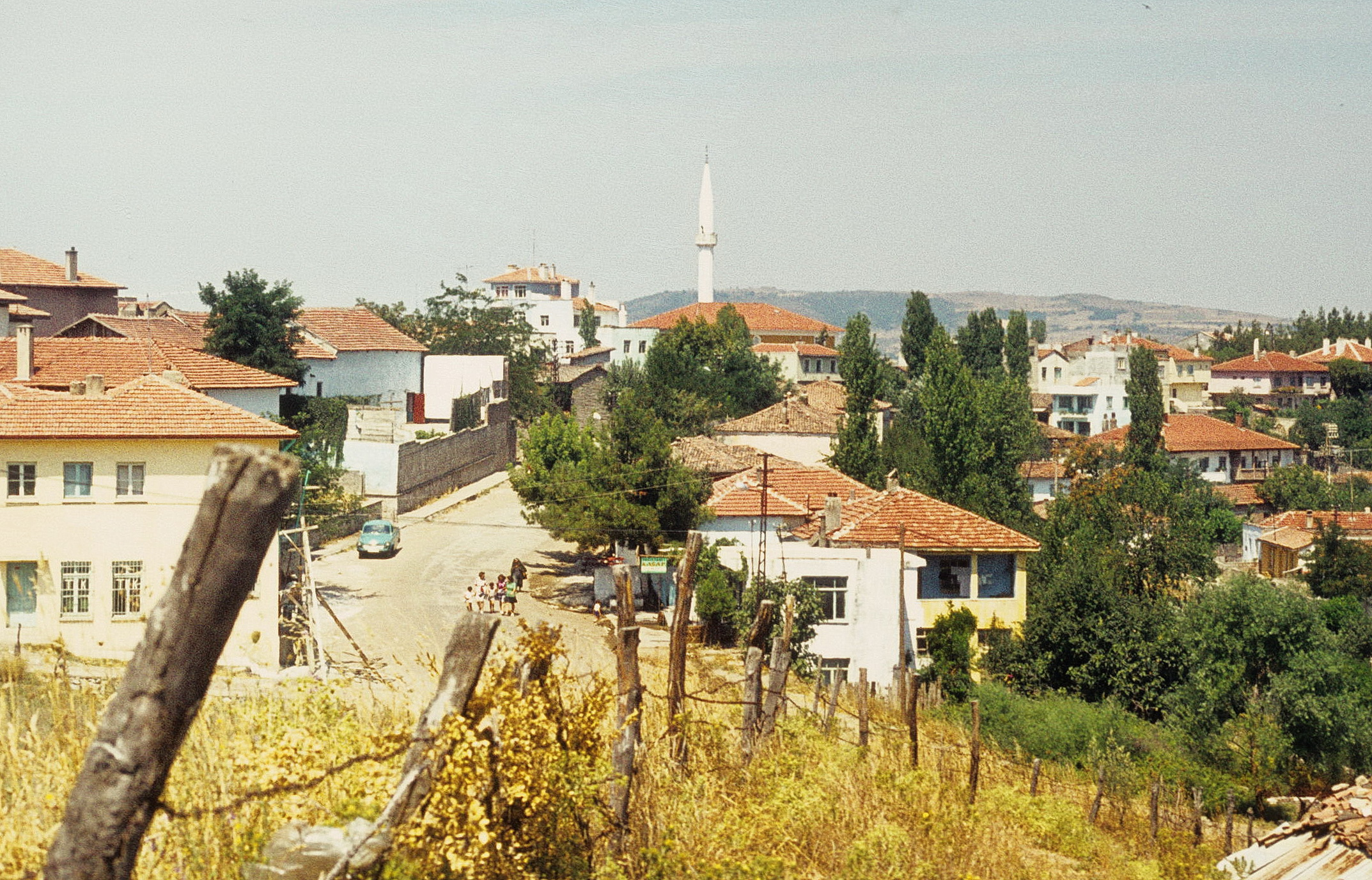
Nach dem Erdbeben von 1964 bei Manyas entstanden zahlreiche Neubauten vor allem im Zentrum der Stadt.

Danach verzeichnete Manyas ein bescheidenes Wachstum (1950: 2473 Einwohner). Innerhalb des Maltepe-Viertels wuchs ein Gebäudetrakt mit etwa 200 Läden, Büros, Handwerksbetrieben und anderen Arbeitsstätten, und in einem locker bebauten Verwaltungsteil siedelten sich zahlreiche Behörden an. Im Zusammenhang einer raschen Bevölkerungszunahme aufgrund starker ländlicher Zuwanderung zwischen 1950 und 1980 auf etwa 5000 Bewohner entstand im Süden das Viertel „Yeni Mahalle“. Nach 1954 erhielt Manyas neben Grundschulen eine Mittelschule und seit 1971 zwei Gymnasien sowie eine Berufsschule.

## Jahresmarkt (Panayır) von Manyas
Die Wahl dieses Siedlungsplatzes ist auf mehrere Gunstfaktoren zurückzuführen: Nach der Drainage des Manyas-Seebeckens durch die Neusiedler bot diese Senke fruchtbares Ackerland mit guten Bewässerungsmöglichkeiten. Der See selbst brachte Möglichkeiten für die Fischereiwirtschaft. Darüber hinaus wurde an diesem Platz bereits mindestens seit dem 17. Jahrhundert ein traditionell bedeutender Jahresmarkt (Panayır) abgehalten. Diese kommerzielle Einrichtung bot damals einen erfolgversprechenden Ansatz, über Ansiedlung von Handel und Gewerbe eine Stadt zu entwickeln. Cuinet erwähnt diesen „Kuş-Panayır“ vom 21. Mai bis 4. Juni in Manyas ausdrücklich. Allein der Viehmarkt dauerte volle vier Tage, Ringkämpfe und Pferderennen wurden abgehalten. Jahrmärkte in Anatolien lagen wegen der variablen Zusammensetzung der Waren aus dem Fernhandel und wegen des Nachfragepotentials im breiten ländlichen Hinterland in der Regel an internationalen Handelsrouten, die Anatolien in Nord-Süd- und Ost-West-Richtung durchqueren. Für die entsprechende Handelsroute von Bursa Richtung Gelibolu (Gallipoli) kennt man im Laufe der Geschichte eine kommerziell wirksame Aktivität, denn Bursa hatte seit dem 15. Jahrhundert eine kommerzielle Verbindung nach Damaskus, von der ein Zweig nach Gallipoli führte. Orte an dieser Strecke, wie Gönen, Balıkesir, Biga, Lapseki und Manyas, waren im 16. Jahrhundert zu lebhaften Handelszentren geworden, und ein erheblicher Teil der Steuereinnahmen wurde über die Märkte erzielt.
Nach lokaler Überlieferung wurden die Jahrmärkte von Manyas zunächst bei einer Platane beim Dorf Bölceağaç abgehalten, ehe dieser Ort zu einem „Stadtteil“ von Manyas wurde. Später wurde das Ganze auf ein altes Dreschgelände verlegt, bevor es sich beim Ortsteil Yeni Mahalle etablierte. Die Messen im Bezirk fanden zweimal im Jahr als Frühjahrs- und Herbstmessen statt. Der Jahrmarkt war auf zwei Orte, Manyas und Darıca, und zusätzlich auf zwei Termine verteilt (1.–4. Juni und 15.–17. September in Manyas, in Darıca vom 21.–23. Juni, die Angaben zur Dauer des Jahresmarktes schwanken je nach Quelle). Außerdem wurde er später gegenüber der früheren Marktdauer deutlich verkürzt, da sich mittlerweile die Nachfrage infolge guter Verkehrsverbindungen zum billigen und reichhaltigeren Angebot in größeren Städten verlagert hatte. Ein Teil wird außerdem auf dem Wochenmarkt (samstags) gedeckt.
Aller bisherigen Erfahrung nach fiel die Einrichtung vieler Jahresmärkte in die erste Hälfte des 16. Jahrhunderts. Es ist auch bekannt, dass für Jahresmärkte in dieser Region die Bezeichnung Hacı-Isa-Markt (Pilger-Jesus-Markt) verwendet wurde und diese an drei Standorten eingerichtet wurden (Balıkesir, Gönen und Manyas) und nach ihrer Gründung jedes Jahr abgehalten wurden (neben den „Hacı Isa Panayırı“ gab es offenbar auch zahlreiche „Meryem Ana Panayırı“ (Jungfrau-Maria-Markt)). Aus historischen Aufzeichnungen wird der Manyas-Jahresmarkt zusammen mit dem in Gönen erwähnt. In der Region von Manyas gab es demnach im 18. Jahrhundert drei Jahrmärkte: Koşu Panayır, Kuş Panayır und Manyas Panayır. In einem Dokument von 1743 wird berichtet, dass die Hacı-Isa-Jahrmärkte von Gönen sowie die im Sandschak Karası (Balıkesir), Balıkesir und Manyas, dem Steueramt Hüdavendigar (Bursa) unterlagen.
Der Jahresmarkt in Manyas wurde in den 2010er Jahren geschlossen. Obwohl in der Region Manyas die Viehhaltung floriert und die Tiermärkte von großem Interesse sind, wurde dieser Marktteil nur noch bis vor kurzem abgehalten. Der Frühjahrsmarkt wurde zunächst in das „Dairy Products Festival“ (Milchprodukte-Festival), dann in ein unspezifisches Festival umgewandelt, und der Frühjahrsmarkt verschwand vollständig. Der Herbstmarkt fand 2013 zum letzten Mal statt. Danach verschwand der Panayır in Manyas vollständig, und eine geschätzte mindestens 140-jährige Tradition ging zu Ende. Die Schließung des Jahresmarktes von Manyas erfolgte unter dem Druck der Handwerks-r und Handelskammer. Als Argumentation auch der Ladenbesitzer wurden das Fehlen einer steuerlichen Registrierung, der Verkauf billiger Waren und die wirtschaftliche Stagnation in der Region nach dem Jahresmarkt angeführt. Anstelle des Jahresmarktes organisierte die Gemeinde ein Einkaufsfestival.

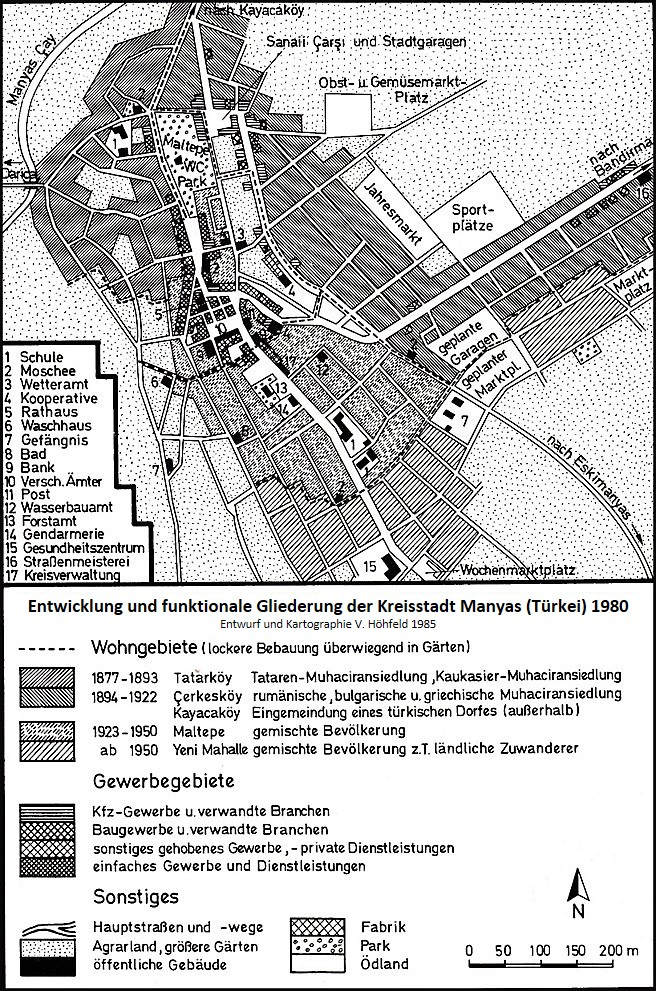
Die Karte zeigt die funktionale und genetische Stadtgliederung von Manyas zum Zeitpunkt 1980

## Jüngere Entwicklungen
Die Nähe Bandırmas hat sicher die Entwicklung der Kreisstadt Manyas nicht immer positiv beeinflusst. Nennenswerte Industrien oder andere kräftige Impulse zur wirtschaftlichen Belebung blieben dem größeren Nachbarn an der Küste des Marmarameeres vorbehalten. Da das Zentrum der Stadt auf einem verkehrsungünstigen Hügel lag und dieser zudem inzwischen erheblich dichter bebaut worden war, entschloss man sich zur Anlage einer Ortsumgehung für den Kfz-Verkehr. Dort direkt an dieser Umgehungsstraße nach Gönen entstanden ein Gewerbeviertel (Sanayii Çarşı) am Rande des Tscherkessenviertels mit zahlreichen Reparaturbetrieben des Kraftfahrzeuggewerbes einschließlich verwandter Branchen und in unmittelbarer Nachbarschaft neue städtische Garagen. Eine kleine Zuckerfabrik mit Rübensammelstelle schloss sich östlich an. Einige Handwerksbetriebe der Holz- und Metallverarbeitung (Schmiede, Schweißerei u. ä.) kamen hinzu. An der Ausfallstraße nach Bandırma und Balıkesir entstanden zwei kleinere Fabriken (Mehl und Konserven), eine Tankstelle und ein paar Läden.
Trotz wachsender städtischer Infrastruktur auch im Verwaltungs- und Bildungswesen überwiegt in Manyas mancherorts auch heute noch ein dörflicher Eindruck. Noch in den 1980er Jahren lag die Analphabeten-Quote bei etwa 30 %. Ländlich anmutende Viertel beherrschen das Ortsbild abseits des engeren Zentrums. Ein Teil der Wohnhäuser in den Muhacir-Vierteln existiert noch heute als sanierungsbedürftige einstöckige Fachwerkgehöfte mit Ziegel-Satteldach. Nur die neueren Gebäude in der Innenstadt sind meist aus Beton (Çarşı), gebrannten Ziegeln oder Stein errichtet, sofern sie nicht dem Erdbeben von 1964 zum Opfer gefallen sind. Bezeichnend ist der zumeist einfache Charakter des Angebots mancher Läden.
Die Wirtschaft der Stadt mit dem dazugehörigen Landkreis basiert hauptsächlich auf Landwirtschaft mit Anbauprodukten, wie Weizen, Sonnenblumen, Zuckerrüben, Tomaten, Mais, Kohl und Reis, und auf Kleinviehhaltung von Schafen und Haarziegen. Milch und Milchprodukte haben einen wichtigen Platz in Manyas Wirtschaft, und über Bewässerungsfeldbau sind zweimalige Ernten durchaus machbar. Trotz ihres partiell eher ländlichen Charakters verkörpert diese Stadt im wirtschaftlichen „Hinterland“ des türkischen Nordwestens den Typ jener leicht prosperierenden Kleinstädte aus dem 19. und 20. Jahrhundert, die man überall in Anatolien antreffen kann. Ihren generellen Werdegang mit einem bescheidenen, aber kontinuierlichen Wachstum verdanken sie in der Regel dem ergiebigen Agrarland, wobei Wochenmarkt und ständiger Bazar ihren Wert als wirtschaftliche Kleinzentren für das Umland festigen. Allerdings zeigen sich auch negative Entwicklungstendenzen: Innerhalb von 10 Jahren, zwischen 2010 und 2020, ist die Bevölkerungszahl der Kernstadt von 6.501 auf 6.162 Bewohner gesunken.

## Sehenswürdigkeiten
Im Nordosten des Landkreises, beim Dorf Ergili, nur etwa zwei Kilometer vom Ufer des Manyas Gölü entfernt, liegen die Ruinen der antiken Stadt Daskyleion, die ab 1988 zunächst für viele Jahre unter der Leitung der türkischen Archäologin Tomris Bakır ausgegraben werden.
Gut 9 km südöstlich von Manyas oberhalb des Dorfes Eski Manyas (Eskimanyas, Soğukoluk) auf dem Keltepe liegen die (kaum beachteten) Ruinen der antiken Stadt Poemanenus (Poemanenos).

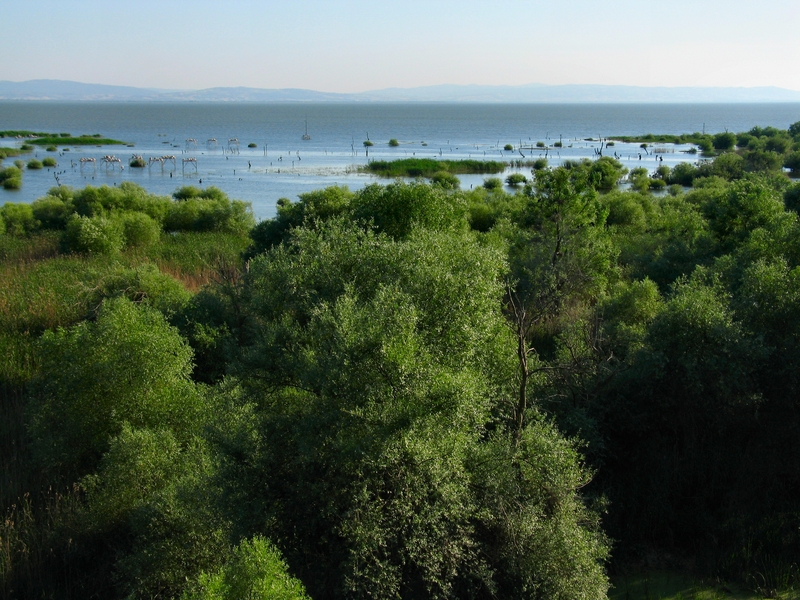
Manyas Gölü

## Persönlichkeiten
- Önder Sav (* 1937), türkischer Politiker